# Peter Møller (apotekare)
Peter Møller, född 26 april 1793 på Røros, död 27 november 1869, var en norsk apotekare och industriman, ångtranens uppfinnare. Han var far till Frantz Peckel Møller.
Møller tog 1822 apotekarexamen och köpte 1829 Svaneapoteket i Kristiania. År 1853 anlade han det första ångtrankokeriet efter sin egen metod och blev härvid föregångsman för en hel ny industri i Norge. Även på andra industriella områden utvecklade han en betydande verksamhet, liksom han anlitades till en rad offentliga uppdrag.
Han tillhörde kommissioner bland annat till utarbetande av en plan för en polyteknisk högskola, för en ny patentlag, får åstadkommande av Norges första farmakopé av 1854 och för en lag om farmaceutisk examen.  Åren 1837–64 var han medlem av Kristiania kommunstyre.
Selskapet for Norges vel, vars direktion Møller tillhörde, och vars industriavdelning han presiderade, tilldelade honom sin stora guldmedalj. Han var hedersledamot av Svenska läkarsällskapet.